# Bini (音乐团体)
Bini（中文翻译：比尼）（全部大写；以前称为Star Hunt Academy Girls或SHA Girls）是一个菲律宾女子团体，由ABS-CBN的Star Hunt Academy（SHA）于2019年组建。该团体由八名成员组成：阿依亚、科莱特、马洛伊、格温、史黛西、米卡、乔安娜和希娜。
在SHA训练三年后，Bini于2021年6月11日首次亮相，推出单曲《Born to Win》 。出道前，该组合于2020年11月20日发行了出道前单曲《Da Coconut Nut》。此后，该组合获得了广泛的认可，并因其对社会的重大影响而被誉为“国民女团”。公众和菲律宾流行音乐。他们成为第一个在Spotify上每月听众最多的菲律宾流行乐队，也是第一个登上 菲律宾公告牌（Billboard 菲律宾）歌曲排行榜榜首的人。她们也是第一批获得菲律宾告示牌音乐女性“新星”奖的人。
2024年6月9日，Bini在Spotify上进入全球顶级艺术家排行榜，排名第193位，使他们成为第一批实现该音乐记录的菲律宾艺术家。该乐队还于6月14日超越泰勒·斯威夫特 (Taylor Swift)，成为第一个登上Spotify菲律宾每日最佳艺术家排行榜榜首的菲律宾艺人。他们还成为第一位在KCON音乐节上表演的菲律宾流行艺人，于7月27日在洛杉矶Crypto.com Arena举行的KCON LA 2024（KCON洛杉矶2024年）预演中展示了他们的单曲《Cherry on Top》。

## 姓名

官方标志

该团体的名称取自菲律宾语 “binibini”，意思是“年轻女士”，意思是“年轻女士”，体现了该集团“体现现代菲律宾人甜美、凶猛、独立和见多识广的理念”的愿景。

### 粉丝圈
Bini 的粉丝被称为“Bloom(s)”，通常被风格化为 BL∞M(S)，用无穷大符号取代了 Os。这种造型的灵感来自于该乐队的口号“Walo hanggang dulo”（八到最后）。“Bloom”这个名字反映了比尼的旅程，象征着“春天的开始，每次寒冷的考验后总会有美丽”。它是在2021年2月13日的特别公告直播中从粉丝建议中选出的。

## 历史

### 2018–2020：通过《Star Hunt Academy》组建
ABS-CBN 娱乐制作主管 劳伦蒂·迪奥吉（Laurenti Dyogi） 坚信“菲律宾人才在全球舞台上占有一席之地”，因此他想到了建立一个训练营，让渴望成为超级巨星的年轻人“可以发展或进一步磨练他们的能力人才”。2018年，ABS-CBN推出了猎星学院（Star Hunt Academy 或 SHA），该学院有来自菲律宾各地年龄在16岁至19岁之间的250名试镜者。从这批试镜者中，经过星探的推荐，选出了第一批SHA女学员，由12名女孩组成。虽然 迪奥吉 最初计划推出一个由九名成员组成的偶像女子组合，但最终被削减为八名女孩：艾亚·阿尔塞塔、科莱特·维加拉、马洛伊·里卡尔德、格温·阿普利、史黛西·塞维利亚、米哈·林、乔安娜·罗伯斯和希娜·卡塔库坦。在八名成员中，希娜和格温两人原本是《Pinoy Big Brother: Otso》中的室友。
2019年至2020年，该团在当地教练的指导下进行训练，其中包括专业声乐教练、菲律宾大学音乐学院声乐、音乐戏剧和舞蹈系前系主任基切·莫利纳（Kitchy Molina），出生于奥地利的舞蹈教练米奇·佩尔兹（Mickey Perz），以及来自MU Doctor Academy的韩国教练。
2019年8月3日，该团体在PBB Otso Big Night的在线预演中以SHA练习生身份首次亮相。他们于2019年8月15日在达义市举行了首场商场演出。2019年晚些时候，他们出现在国家青年委员会的活动中，并被任命为青年大使。他们还参加了2019年马尼拉东南亚运动会感恩节庆祝活动。
2020年5月，在推特上发布了一段由Young JV和加里·瓦伦西亚诺（Gary Valenciano）创作的歌曲和舞蹈《Ngiti》（微笑）的表演练习视频，展示了他们的训练进展
。
2020年8月，参加菲律宾K-pop大会的Happy Hallyu Day 4活动表演了韩国流行舞（K-pop）蹈翻唱，包括Red Velvet的《In & Out》、Blackpink的《How You Like That》和TWICE的《More & More》。

### 2020年：出道前活动《Da Coconut Nut》
对于Bini的首张单曲，MU Doctor Academy和韩国音乐制作团体Vo3e合作，将民族艺术家瑞安·卡亚布（Ryan Cayabyab） 的新奇歌曲 《Da Coconut Nut》改编成电子流行音乐。此外，MU医生学院还与曾在K-pop乐队合作过的编舞家文妍珠（Moon Yeon-joo）和郭成灿（Kwak Seong-chan）合作创作了编舞。
2020年11月6日，他们翻拍的《Da Coconut Nut》的官方歌词视频在乐队的官方YouTube频道上首播。随后于11月20日发布了官方音乐视频。11月21日，Bini在午间综艺《It's Showtime》中首次现场表演《Da Coconut Nut》，受到观众好评。
2020年12月4日，Bini与Star Magic和Star Music签约。

### 2021–2022：首次亮相《Born To Win》
2021年5月4日，Bini 通过二维码发布了他们的首个官方首张预告片，预告片上写着"你准备好迎接《Biniverse》了吗？"随后发布了多张预告片，导致他们首次亮相。同月，他们的音乐厂牌Star Music宣布该团体以单曲《Born to Win》正式出道，于6月4日发布。
在《Born to Win》发行的同一天，该团体推出了首张专辑《Bini: The Runway》的第一部分，该部分通过 KTX 播出。它结合了时尚和音乐，因为该团体穿着菲律宾设计师弗朗西斯·利比兰 (Francis Libiran) 专为他们设计的作品。同一天，Metro 发表了一篇有关该团体首次亮相的文章，其中包括女孩们在 Metro 写真中穿着利比兰制作的服装的照片。
Bini首秀的第二部分《The Showcase》6月11日举行，他们与粉丝互动，为粉丝带来了一场迷你音乐会体验，表演了《Da Coconut Nut》和《Born to Win》。此外，乐队还表演了三场表演：格温（Gwen）和希娜（Sheena）表演了KZ坦丁安（KZ Tandingan）的《Tagu-Taguan》（捉迷藏），科莱特（Colet）、乔安娜（Jhoanna）和马洛伊（Maloi）表演了珍妮·贝尔丁（Janine Berdin）的《Biyaya》（祝福），阿依亚（Aiah）、史黛西（Stacey）和米卡（Mikha）首演了《World War C》，这是一首关于在COVID-19大流行中保持力量的原创说唱歌曲。此次活动还让粉丝们一睹每位成员的旅程，并播放了他们在猎星学院紧张训练的片段。 同一天，《Born to Win》的官方音乐视频在The Showcase及其官方YouTube频道上首映。 6月13日，Bini 表演了《Born to Win》，这是他们作为ASAP首秀团体首次现场表演的一部分。 8月，该团体参加了菲律宾韩国流行音乐大会（Philippine K-pop Convention's） Happy Hallyu第5天活动，除了《Born to Win》之外，还表演了各种K-Pop歌曲的舞蹈翻唱。
继发行首张单曲后，Bini于9月10日发行了第三张官方单曲《Kapit Lang》（坚持，稍等）。9月30日，在2021年菲律宾环球小姐选美比赛中，Bini表演了修改版的《Born to Win》。这首歌还被用作选美比赛泳装和晚礼服预赛的官方歌曲。
2022年2月，该乐队以《The Burgeoning Grace》为标题登上迪拜杂志Xpedition的封面，这使Bini与兄弟乐队BGYO一起成为首批登上NFT杂志封面的菲律宾名人之一，也是第一位登上NFT杂志封面的菲律宾名人。中东地区将通过Metaverse推出。
9月29日，Bini发行了他们的第二张录音室专辑《Feel Good》，其中包含五首原创歌曲和两首额外曲目。其中包括单曲《Strings》，其黑暗而严肃的音调标志着该乐队超越了泡泡糖流行曲目的冒险。
10月15日，BINI在《Mr. Music: The Hits of Jonathan Manalo》音乐会上表演，该音乐会庆祝了乔纳森·马纳洛（Jonathan Manalo）进入音乐界20周年。该活动在帕赛的纽波特表演艺术剧院举行，有多位艺术家参加。

### 2023 年至今：国内成功，《Pantropiko热潮》和《Talaarawan》
2023 年末，Bini 发行了单曲《Karera》（种族）和《Pantropiko》（热带）作为其首张扩展剧 (EP) 《Talaarawan》（日记）的宣传曲目。《Karera》因其主题和引起学生共鸣的歌词而在学校毕业典礼上得到广泛认可。《Pantropiko》在TikTok上火爆后，Bini获得了进一步的认可，引发了数百万用户参与的《Pantropiko 舞蹈挑战赛》。2024年4月，《Pantropiko》登上了Spotify菲律宾每日热门歌曲排行榜的榜首，并被视为菲律宾的夏日圣歌。2024年7月，《Pantropiko》在Spotify和YouTube Music上的播放量达到1亿。
恰逢2024年3月8日国际妇女节，Bini发布了《Talaarawan》，体现了该集团对女性赋权的承诺。除了《Karera》和《Pantropiko》之外，EP 还包含四首歌曲。截至3月底，Bini在Spotify上每月拥有超过200万听众，使她们成为该平台上播放量最高的OPM女歌手和P-pop组合。
Bini与同为P-pop女子组合的G22 一起出现在由张艺兴主持的中国真人秀节目《Show It All》中。他们在4月25日和5月2日播出的剧集中展示了《Karera》，《I Feel Good》和《Pantropiko》的表演。
6 月，Bini进入Spotify全球顶级艺人排行榜，排名第193位。6月10日，Bini推出了他们的网站 并宣布计划发行新单曲《Cherry on Top》，计划于7月11日发行。6月11日，该团体在马卡蒂一阿亚拉举办了首届“全国快乐Bini日”（Happy National Bini Day），以纪念成立三周年。
6月12日，菲律宾独立126周年纪念日期间，Bini在菲律宾政府在基里诺看台举办的庆祝活动中进行了表演。由于不守规矩的人群引起的安全问题，他们的表演被缩短，导致一些与会者出现医疗紧急情况。6月14日，Bini超越泰勒·斯威夫特 (Taylor Swift)，成为第一位登上 Spotify 菲律宾每日顶级艺术家排行榜榜首的菲律宾艺术家。一周后，他们还在Spotify菲律宾网站的每周最佳艺术家排行榜上名列前茅。6月23日，该团体在马尼拉罗哈斯大道举办了一场名为“Bini跑”的五公里趣味跑，共有6000多名参与者参加。
2024年7月，ABS-CBN Music宣布Bini的第四张专辑和另一张专辑的制作工作正在进行中，预计将向外国观众发行。7月11日，《Cherry On Top》终于上映，发行后立即登上iTunes菲律宾热门歌曲排行榜榜首，并成为YouTube音乐流行榜第一名。该乐队（由于健康问题而没有Jhoanna）还在 7 月 27 日于洛杉矶举行的 KCON 2024 音乐节预演中进行了表演， 使他们成为第一个在活动中这样做的菲律宾流行乐队。

#### Biniverse
2024年3月，Bini和星音乐宣布，该乐队将于2024年6月28日在新风天地剧院举办首次大型个人演唱会《Biniverse》，以纪念他们进入音乐界三周年。门票于2024年4月2日开始发售，不到两小时就售罄。由于社交媒体上的高需求和呼吁，音乐会被延长至6月30日，额外日期的门票也迅速售空。6月18日，iWantTFC宣布演唱会第三天将在其平台直播。Biniverse演唱会于6月28日至30日举行，期间她们在即将推出的单曲《Cherry on Top》之前进行了表演，并成为第一个在新前沿剧院连续三场演出门票全部售完的菲律宾女子组合。在第三天的演唱会中，乐队透露他们将于10月4日在阿拉内塔体育馆举行《The Grand Biniverse》。由于歌迷对乐队的日程安排和健康状况感到担忧，Star Magic随后于7月26日宣布，演唱会将移至11月16日至17日举行。
Biniverse音乐会活动也宣布延长，全国巡演首站将于7月6日在碧瑶市举行，随后的第二站是7月14日在宿雾市，最后一站将于7月20日在桑托斯将军城举行。Star Music还宣布北美站，8月9日在温哥华演出，8月10日在埃德蒙顿，8月16日在温尼伯，8月17日在多伦多。
预计将发布一个由三部分组成的系列纪录片，探讨新前沿剧院音乐会的准备工作。第一部分名为 Bini Chapter 1: Born To Win，预计将于9月26日在 iWantTFC 上发布。原定于9月8日上映，但在纪录片首个预告片发布后，上映日期被移至9月26日。

## 艺术性
Bini以其融合当代流行音乐和传统菲律宾元素的音乐而闻名，创造出吸引广大听众的独特声音。他们以其高能量的表演、复杂的编舞和充满活力的视觉效果而闻名，受到韩国流行美学的影响，但保留了独特的菲律宾风味。 他们的音乐通常具有朗朗上口的旋律和有意义的歌词，如他们的歌曲《Salamin，Salamin》（镜子，镜子）和《Pantropiko》（热带）所示。 他们的EP《Talaarawan》也因其甜美的和声和即兴表演以及诙谐而独特的诙谐抒情而受到称赞。
Bini 的首张单曲《Da Coconut Nut》（2020 年）是一首跨流派的P-pop歌曲，将经典的菲律宾同名新奇歌曲与电子音乐的影响融为一体。这首新奇的歌曲在Bini的版本中被赋予了新的风味，变得欢快、有趣、轻松。 这首歌受到了积极的反响，一些人称赞乐队有凝聚力的视觉呈现和同步的编舞，以及对菲律宾流行音乐的独特处理方式。人们还注意到，该乐队对歌曲和音乐风格的选择反映了菲律宾人的独特身份。
Bini的2022年歌曲《Huwag Muna Tayong Umuwi》（我们还不回家）因其歌词超越性别界限的情歌而受到听众特别是LGBT群体的认可，并被纳入2022年浪漫喜剧电影的配乐中《An Inconvenient Love》。

## 其他企业

### 代言
自出道以来，Bini已获得多项代言合约，反映出其广泛的吸引力和影响力，尤其是在Z世代消费者中。2022年9月，Bini发布了宣传单曲《Made for All》，宣布与化妆品品牌美宝莲合作。这首歌在iTunes PH上名列前茅，并被收录在 Spotify 菲律宾的 New Music Friday 编辑播放列表中。
2023年2月，Bini被揭幕为女性卫生品牌Modess的新大使。同年7月，零食品牌Super Crunch宣布Bini为其新代言人，并发布了官方广告歌曲《Super Crush》。该乐队在位于拉古纳圣罗莎努瓦利的Ayala Malls Solenad举行的两周年纪念活动上表演了这首歌。
截至2024年，集团已与知名品牌签署多项协议。 2024 年 3 月，Bini 成为三星新款三星Galaxy A系列系列的大使之一。4月13日至14日，该团参加了在奎松市SM North EDSA Annex举行的三星促销活动，以及7月13日在达义博尼法西奥环球城举行的三星Galaxy AI节。
4月15日，Bini发布宣传歌曲《Gandang Vitakeratin》（Vitakeratin 美丽），宣布代言联合利华旗下护发品牌Vitakeratin。连锁超市Puregold也宣布与该集团合作。Puregold于5月25日发布了他们的新宣传歌曲《Nasa Atin ang Panalo》（胜利在我们之内）的音乐视频，该歌曲是OPM乐队Bini、Flow G、SB19和SunKissed Lola之间的合作，并于6月25日发布了该乐队针对同一首歌曲的独家音乐视频。
该乐队还参加了7月12日在阿拉内塔体育馆举行的连锁超市感恩节音乐会。5月28日，电子商务公司虾皮购物任命Bini为其新品牌大使，作为其进军菲律宾Z世代市场的努力的一部分。6月17日，菲律宾快餐连锁店快乐蜂任命比尼为新任形象大使。这一公告恰逢奎松市Trinoma推出新的芝士汉堡产品。作为代言的一部分，快乐蜂发布了限量版“JolliBINI Meals”菜单，其中包括16张收藏照片卡，每位成员两张，还有一张特殊的团体照片卡作为特别粉丝见面会门票。8月12日，化妆品品牌MAC Cosmetics任命Bini为新品牌大使，同时发布了新产品阵容。作为代言的一部分，该组合计划特别亮相于8月30日在SM亚洲商城音乐厅举行的品牌产品发布会上。

### 合作
2022年7月，Bini与可口可乐合作制作了菲律宾可口可乐工作室第六季。音乐团体与一位歌迷共同创作了单曲《Love Yourself》，并作为 Coke Studio Fan Fusion EP 的一部分发行。这一季首次引入了艺术家和粉丝之间的合作。
2023年10月，Bini与可口可乐公司在菲律宾可乐工作室第七季中再次合作。他们与嘻哈组合PlayerTwo合作，重新演绎了伊尼戈·帕斯夸尔（Iñigo Pascual）和罗恩·亨利（Ron Henley）的 《Bata, Kaya Mo!》 (你能做到的，孩子！），这是菲律宾可乐工作室第三季的一首歌。

### 慈善事业
2019年11月16日，作为国家青年委员会的青年大使，该小组参加了2019年FitFil青年反毒品（和肥胖）活动，以促进青年的健康生活。活动在海湾亚洲购物中心（SM Mall of Asia by the Bay）举行。
2020年11月28日，Bini参加了由菲律宾TikTok主办的名为#TikTokTogetherPH的虚拟筹款音乐会，该音乐会的受益方包括希望世代、世界宣明会、菲律宾动物福利协会（PAWS）、阳台娱乐公司以及菲律宾的其他艺术家和视频博客。
2020年12月8日，Bini与男子组合BGYO联合举办了名为#BinificiaryAucSHAn的慈善拍卖活动，以帮助台风尤利西斯（Vamco）的受害者。该项目最终共筹得善款₱125,642，善款来自各团体拍卖的练习生衬衫、其他一些物品以及通过Kumu募集的资金。所有收益均通过ABS-CBN基金会 - Sagip Kapamilya捐赠给卡加延和伊莎贝拉救灾行动。12月20日，该组合与其他P-pop偶像组合一起在ABS-CBN的 《Ikaw ang Liwanag at Ligaya》节目中表演：名为 《KTnX ang Babait Ninyo》的"ABS-CBN圣诞特辑"预热节目： ABS-CBN圣诞特别筹款秀是为台风罗利和尤利西斯幸存者举办的慈善演出。
2021年3月28日，该组合应邀参加了由获奖导演凯茜·加西亚·莫利纳（Cathy Garcia Molina）通过Kumu为NICKL Entertainment组织的慈善音乐会Positive Vibes for the Positive+，同时参加演出的还有来自Pinoy Big Brother、Star Magic、Polaris、Star Hunt Academy和BGYO的其他艺人。
Bini还表达了对男女同性恋、双性恋和变性者群体的支持，并在 2024 年 5 月在奎松城举行的菲律宾变装皇后活动中提到了对他们的支持。

### 网络广播
2021年3月15日，ABS-CBN宣布他们将与菲律宾社交网络服务Kumu合作，让100多位艺人在该应用程序上串流，参与Kumu的活动，并在该平台上更经常地与他们的粉丝互动，这被称为菲律宾最大的明星串流合作。参加此次活动的艺人包括Bini。

## 成员
- Aiah（英语：Aiah (singer)）（阿依亚）– 视觉效果、主说唱歌手、副歌手[120][121][30]
- Colet（英语：Colet (singer)）（科莱特）– 主唱、说唱歌手、领舞
- Maloi（英语：Maloi (singer)）（马洛伊）– 主唱、说唱歌手、领舞
- Gwen（英语：Gwen (singer)）（格温）– 主唱、主说唱歌手
- Stacey（英语：Stacey (singer)）（史黛西）– 主要说唱歌手、领舞、副歌手
- Mikha（英语：Mikha (singer)）（米卡）– 主说唱歌手、领舞、视觉
- Jhoanna（英语：Jhoanna (singer)）（乔安娜）– 领唱、主唱、主说唱歌手
- Sheena（英语：Sheena (singer)）（希娜）– 主舞、副歌师

## 唱片目录
- Born to Win （专辑）（英语：Born to Win） (2021)
- Feel Good (2022)

## 音乐会

### 头条旅游
- Biniverse: The First Solo Concert（英语：Biniverse） (2024)

## 荣誉

### 奖项和提名
| 奖项                                                                   | 年   | 类别                                                                           | 接受者                         | 结果           | 参考                    |
| ---------------------------------------------------------------------- | ---- | ------------------------------------------------------------------------------ | ------------------------------ | -------------- | ----------------------- |
| Acervo奖项（Acervo Awards）                                            | 2022 | 国际亮点 （International Highlight）                                           | Bini                           | 獲獎           | [ 122 ]                 |
| Awit 奖项（Awit Awards）                                               | 2021 | 最喜欢的团体艺术家 （Favorite Group Artist）                                   | Bini                           | 提名           | [ 123 ]                 |
| Awit 奖项（Awit Awards）                                               | 2022 | 最佳音乐录影带（Best Music Video）                                             | 《Born to Win》                | 提名           | [ 124 ]                 |
| Awit 奖项（Awit Awards）                                               | 2022 | 最佳新人团体唱片艺术家表演（Best Performance by a New Group Recording Artist） | 《Born to Win》                | 提名           | [ 124 ]                 |
| Awit 奖项（Awit Awards）                                               | 2022 | 人民之声最喜爱团体艺人（People's Voice Favorite Group Artist）                 | Bini                           | 提名           | [ 124 ]                 |
| Awit 奖项（Awit Awards）                                               | 2022 | 人民呼声突破（People's Voice Breakthrough Artist）                             | Bini                           | 提名           | [ 124 ]                 |
| Awit 奖项（Awit Awards）                                               | 2022 | 人民之声最喜欢的歌曲 （People's Voice Favorite Song）                          | 《Na Na Na》                   | 提名           | [ 124 ]                 |
| Awit 奖项（Awit Awards）                                               | 2023 | 年度专辑（Album of the year）                                                  | Feel Good                      | 提名           | [ 125 ] [ 126 ] [ 127 ] |
| Awit 奖项（Awit Awards）                                               | 2023 | 年度最佳唱片（Record of the Year）                                             | 《Kabataang Pinoy》（和 SB19） | 提名           | [ 125 ] [ 126 ] [ 127 ] |
| Awit 奖项（Awit Awards）                                               | 2023 | 年度最佳唱片（Record of the Year）                                             | 《Lagi》                       | 提名           | [ 125 ] [ 126 ] [ 127 ] |
| Awit 奖项（Awit Awards）                                               | 2023 | 年度歌曲（Song of the Year）                                                   | 《Lagi》                       | 提名           | [ 125 ] [ 126 ] [ 127 ] |
| Awit 奖项（Awit Awards）                                               | 2023 | 最佳团体录音艺术家表演（Best Performance by a Group Recording Artist）         | 《Lagi》                       | 提名           | [ 125 ] [ 126 ] [ 127 ] |
| Awit 奖项（Awit Awards）                                               | 2023 | 最佳合作（Best Collaboration）                                                 | 《Up!》(和 BGYO)               | 提名           | [ 125 ] [ 126 ] [ 127 ] |
| Awit 奖项（Awit Awards）                                               | 2023 | 最佳合作（Best Collaboration）                                                 | 《Kabataang Pinoy》 (和 SB19)  | 提名           | [ 125 ] [ 126 ] [ 127 ] |
| Awit 奖项（Awit Awards）                                               | 2023 | 最佳流行唱片（Best Pop Recording）                                             | 《Lagi》                       | 提名           | [ 125 ] [ 126 ] [ 127 ] |
| Awit 奖项（Awit Awards）                                               | 2024 | 年度最佳唱片（Record of the Year）                                             | 《Pantropiko》                 | 提名           | [ 128 ]                 |
| Awit 奖项（Awit Awards）                                               | 2024 | 年度歌曲（Song of the Year）                                                   | 《Pantropiko》                 | 提名           | [ 128 ]                 |
| Awit 奖项（Awit Awards）                                               | 2024 | 团体最佳表演（Best Performance by a Group）                                    | 《Pantropiko》                 | 提名           | [ 128 ]                 |
| Awit 奖项（Awit Awards）                                               | 2024 | 最佳流行唱片（Best Pop Recording）                                             | 《Pantropiko》                 | 提名           | [ 128 ]                 |
| Awit 奖项（Awit Awards）                                               | 2024 | 最佳工程录音（Best Engineered Recording）                                      | 《Pantropiko》                 | 提名           | [ 128 ]                 |
| Awit 奖项（Awit Awards）                                               | 2024 | 最佳励志录音（Best Inspirational Recording）                                   | 《Karera》                     | 提名           | [ 128 ]                 |
| Awit 奖项（Awit Awards）                                               | 2024 | 最佳音乐录影带（Best Music Video）                                             | 《Karera》                     | 提名           | [ 128 ]                 |
| 菲律宾告示牌音乐界女性（Billboard Philippines Women in Music）         | 2024 | 新星奖（Rising Star Award）                                                    | Bini                           | 獲獎           | [ 4 ]                   |
| BreakTudo奖项（BreakTudo Awards）                                      | 2023 | 国际艺术家奖（International New Artist Song Award）                            | Bini                           | 獲獎           | [ 129 ]                 |
| DIAMOND 卓越奖（Diamond Excellence Awards）                            | 2022 | 年度杰出女团（Outstanding Female Group of the Year）                           | Bini                           | 獲獎           | [ 130 ]                 |
| 优秀菲律宾人奖（Excellent Filipino Awards）                            | 2024 | 全国年度杰出P-POP女团（National Outstanding P-pop Female Group of the Year）   | Bini                           | 獲獎           |                         |
| Preview Creative 25: 2022                                              | 2022 | 音乐家类别中最有前途的人才（Most Promising Talent in Musician's Category）     | Bini                           | Honoree (荣誉) | [ 131 ] [ 132 ]         |
| P-POP 奖项（P-pop Awards）                                             | 2022 | 年度 P-POP 偶像（P-Pop Icon of the Year）                                      | Bini                           | 獲獎           | [ 133 ]                 |
| P-POP 奖项（P-pop Awards）                                             | 2022 | 年度 P-POP 女子组合（P-Pop Girl Group of the Year）                            | Bini                           | 提名           |                         |
| P-POP 奖项（P-pop Awards）                                             | 2023 | 年度最佳女舞者（Top Female Dancer of the Year）                                | Bini Sheena                    | 獲獎           | [ 134 ]                 |
| P-POP 奖项（P-pop Awards）                                             | 2023 | 年度最佳女性视觉盛典（Top Female Visual of the Year）                          | Bini Aiah                      | 獲獎           | [ 134 ]                 |
| P-POP 奖项（P-pop Awards）                                             | 2023 | 年度最佳女性领导人（Top Female Leader of the Year）                            | Bini Jhoanna                   | 獲獎           | [ 134 ]                 |
| P-POP 奖项（P-pop Awards）                                             | 2023 | 年度最受欢迎组合（Top Favorite Group of the Year）                             | Bini                           | 獲獎           | [ 134 ]                 |
| PUSH 奖项（Push Awards）                                               | 2020 | Push 年度音乐人物（Push Music Personality of the Year）                        | Bini                           | 提名           | [ 135 ]                 |
| PUSH 奖项（Push Awards）                                               | 2023 | 年度最佳 PUSH 音乐 P-POP 组合（Push P-pop Group of the Year）                  | Bini                           | 獲獎           | [ 136 ]                 |
| RAWR奖项（Rawr Awards）                                                | 2021 | 年度歌曲（Song of the Year）                                                   | "Born to Win"                  | 提名           | [ 137 ]                 |
| RAWR奖项（Rawr Awards）                                                | 2021 | 最喜欢的团体（Favorite Group）                                                 | Bini                           | 提名           | [ 137 ]                 |
| RAWR奖项（Rawr Awards）                                                | 2021 | 年度粉丝俱乐部（Fan Club of the Year）                                         | Bloom                          | 提名           | [ 137 ]                 |
| Saludo 卓越奖（Saludo Excellence Awards）                              | 2021 | 最佳女团（Best Female Group）                                                  | Bini                           | 獲獎           | [ 138 ]                 |
| Tag奖项 芝加哥（Tag Awards Chicago）                                   | 2023 | 年度最佳乐队（Band of the Year）                                               | Bini                           | 提名           | [ 139 ]                 |
| Tiktok 授予菲律宾奖项（TikTok Awards Philippines）                     | 2022 | 年度 P-pop 组合（P-Pop Group of the Year）                                     | Bini                           | 獲獎           | [ 140 ]                 |
| Tiktok 授予菲律宾奖项（TikTok Awards Philippines）                     | 2023 | 年度歌曲（Song of the Year）                                                   | 《Na Na Na》                   | 提名           | [ 141 ]                 |
| 韩国告示牌 广告牌 K Power 100（Billboard Korea Billboard K Power 100） | 2024 | 亚洲之声奖（Voices of Asia Award）                                             | Bini                           | 獲獎           | [ 142 ]                 |
| Wish 音乐大奖（Wish Music Awards）                                     | 2021 | WISH 年度流行歌曲（Wish Pop Song of the Year）                                 | 《Born to Win》                | 提名           | [ 143 ]                 |
| Wish 音乐大奖（Wish Music Awards）                                     | 2022 | WISH 年度流行歌曲（Wish Pop Song of the Year）                                 | 《Golden Arrow》               | 提名           | [ 144 ]                 |

### 列表文章
| 出版商     | 年   | 文章列表                                                       | 放置   | 参考    |
| ---------- | ---- | -------------------------------------------------------------- | ------ | ------- |
| Teen Vogue | 2024 | 2024 年值得关注的 12 个女团（12 Girl Groups to Watch in 2024） | 已安置 | [ 145 ] |

## 註解
1. 1 2  这些名字被音译成中文。因此，这些都是菲律宾人的名字：直译：「Aiah、Colet、Maloi、Gwen、Stacey、Mikha、Jhoanna 和 Sheena」
2. ↑  这些名字被音译成中文。因此，这些都是菲律宾人的名字：直译：「Stacey、Aiah、Colet、Gwen、Mikha、Sheena、Jhoanna 和 Maloi」
3. ↑  这些名字被音译成中文。因此，这些都是菲律宾人的名字：直译：「Aiah Arceta、Colet Vergara、Maloi Ricalde、Gwen Apuli、Stacey Sevilleja、Mikha Lim、Jhoanna Robles 和 Sheena Catacutan」
4. ↑  直译：「中文："你是光与喜乐"
英语："You are the Light and Joy"」
5. ↑  直译：「中文："KTnX 你们都那么善良"
英语："You are all so Kind"」
6. ↑  表示仪式的年份。每年都会尽可能链接到有关当年颁发的奖项的文章。